# Бедфорд (округ, Виргиния)
Округ Бедфорд (англ. Bedford County) располагается в США, штате Виргиния. По состоянию на 2010 год, численность населения составляла 68 676 человек.

## География
По данным Бюро переписи США, общая площадь округа равняется 1992 км², из которых 1950 км² суша и 41 км² или 2,1% это водоемы.

### Соседние округа
- Рокбридж (Виргиния) — север
- Амхерст (Виргиния) — северо-восток
- город Линчберг (Виргиния) — восток
- Кэмпбелл (Виргиния) — юго-восток
- Питсилвейния (Виргиния) — юг
- Франклин (Виргиния) — юго-запад
- Роанок (Виргиния) — запад
- Ботеторт (Виргиния) — северо-запад

## Демография
По данным переписи населения 2000 года в округе проживает 60 371 жителей в составе 23 838 домашних хозяйств и 18 164 семей. Плотность населения составляет 31 человек на км². На территории округа насчитывается 26 841 жилых строений, при плотности застройки 14 строений на км². Расовый состав населения: белые - 92,18%, афроамериканцы - 6,24%, коренные американцы (индейцы) - 0,20%, азиаты - 0,43%, гавайцы - 0,01%, представители других рас - 0,20%, представители двух или более рас - 0,74%. Испаноязычные составляли 0,74% населения.
В составе 32,50 % из общего числа домашних хозяйств проживают дети в возрасте до 18 лет, 65,40 % домашних хозяйств представляют собой супружеские пары проживающие вместе, 7,50 % домашних хозяйств представляют собой одиноких женщин без супруга, 23,80 % домашних хозяйств не имеют отношения к семьям, 20,20 % домашних хозяйств состоят из одного человека, 7,30 % домашних хозяйств состоят из престарелых (65 лет и старше), проживающих в одиночестве. Средний размер домашнего хозяйства составляет 2,52 человека, и средний размер семьи 2,89 человека.
Возрастной состав округа: 24,00 % моложе 18 лет, 5,80 % от 18 до 24, 29,90 % от 25 до 44, 27,50 % от 45 до 64 и 12,80 % от 65 и старше. Средний возраст жителя округа 40 лет. На каждые 100 женщин приходится 99,50 мужчин. На каждые 100 женщин старше 18 лет приходится 97,50 мужчин.
Средний доход на домохозяйство в округе составлял 43 136 USD, на семью — 49 303 USD. Среднестатистический заработок мужчины был 35 117 USD против 23 906 USD для женщины. Доход на душу населения был 21 582 USD. Около 5,20% семей и 7,10% общего населения находились ниже черты бедности, в том числе - 8,30% молодежи (тех, кому ещё не исполнилось 18 лет) и 10,50% тех, кому было уже больше 65 лет.